# نامبولوار
نامبولوار (به انگلیسی: Numbulwar) شهرکی واقع در ایالت قلمرو شمالی در استرالیاست.